# Csűrös Karola
Csűrös Karola, született: Csűrös Karolina, beceneve: Karcsi (Budapest, 1936. november 6. – Budapest, 2021. november 24.) magyar színésznő, érdemes művész. Felmenői között ott vannak Bruckner Győző és Csűrös Zoltán kémikusok, akadémikusok. Férje Horváth Ádám televíziós rendező volt.

## Életpályája
Szülei Csűrös Zoltán és Bruckner Valéria voltak. Táncolni tanult. 1959-ben végzett a Színház- és Filmművészeti Főiskolán. Még ebben az évben a Győri Kisfaludy Színházba szerződött. 1962-től a budapesti Madách Színház művésznője. 1962–1972 között vendégszerepelt a Bartók Gyermekszínházban.
Férje halála után bezárkózott, depresszióval küzdött. 2020-ban lábtörést szenvedett, majd trombózist kapott, egészsége megromlott.
2021. november 24-én álmában hunyt el budapesti otthonában. A Madách Színház saját halottjának tekintette.
2021. december 7-én helyezték végső nyugalomra férje mellé, a Farkasréti temetőben. Szertartáson beszédet mondott Szirtes Tamás és Nemcsák Károly.

### Munkássága
A kezdeti naiva-szubrett szerepkörből hamarosan érett karakterszínésszé vált. Alakításaira az alapos kidolgozottság jellemző. Több filmben és televíziójátékban is szerepelt. Különösen ismert a Szomszédok című teleregényből. Ismertebb alakítása az Úri muri Rozikája, az Ahogy tetszik Céliája. Erőssége a vígjáték, ahol modern leányfigurák sikeres megformálója. A kamera előtt jelentősebb feladathoz a Két emelet boldogságban (1960) mint Szabó Gyula partnere, a Ballada egy lányról (1959) című rövidfilmben pedig táncosként jutott.

### Magánélete
Férje Horváth Ádám rendező volt. Budapest 13. kerületében, a Szent István park 19. szám alatt éltek több mint 50 évig. Nővérének lánya Naszlady Éva rendező.

## Színpadi szerepei
- Marceau: A tojás....Georgette
- Brecht: Koldusopera....Betty
- Trenyov: Ljubov Jarovaja....Virágárus lány
- Gádor Béla: Lyuk az életrajzon....Kombinés nő
- Nestroy-Heltai: Lumpáciusz Vagabundusz avagy a három jómadár....Heppiend
- Scribe: Egy pohár víz....Abigail
- Felkai Ferenc: A princesszin....Elizabeth
- García Lorca: Bernarda háza....Adela
- Csizmarek-Semsei-Nádassi: Érdekházasság....Ilonka
- Szűcs György: Az asszony többet keres....Sándor Zsuzsa
- William Shakespeare: Othello....Bianca
- Lenz: Az alkalmi férj....Marion Clausen
- Kálmán Imre: Az ördöglovas....Anina Miramonti
- Gáspár Margit: Égiháború....Suttyó
- Jacobi Viktor: Sybill....Sarah
- Madách Imre: Az ember tragédiája....Kimon; Virágáruslány
- Tabi László: Esküvő....Kati
- Karvas: Éjféli mise....Katka
- Móricz Zsigmond: Úri muri....Rozika
- Miljutyin: Juanita csókja....Dolores
- Horváth Jenő: Tavaszi keringő....Éva
- Marsak: A bűvös erdő....Királylány
- Gyárfás Miklós: Változnak az idők....Emmi
- Sólyom László: A gyanú körbejár....Álruhás leányzó
- Tarbay Ede: Játék a színházban....Tilla
- Bródy Sándor: A szerető....Sophie hercegkisasszony
- Tabi László: Most már elválik....Bolgár Zsuzsa
- William Shakespeare: Ahogy tetszik....Célia
- Achard: A bolond lány....Antoinette Sévigné
- Gozzi: A három narancs szerelme....Caprina
- Krasna: Egy vasárnap New Yorkban....Peggy
- Szerb Antal: Ex....Ortrud hercegnő
- Csizmarek Mátyás: Mi van a kofferban?....Nő
- Tarbay Ede: Hét szem mazsola....Borcsa; Fehér tündér; Császárlány
- Williams: Amíg összeszoknak....Susie
- Németh László: Az áruló....Adél
- Gáspár Margit: Ha elmondod, letagadom....Cili
- Halasi Mária: Az utolsó padban....Fetter Ági
- Peter Shaffer: Black Comedy (Játék a sötétben)....Carol
- Lengyel Menyhért: A waterlooi csata....Ada kisasszony
- Romhányi József: Hamupipőke....Aranyka
- Tolsztoj: Rakéta....Sunykina kisasszony
- Williams: Tetovált rózsa....Bessie
- Görgey Gábor: Noé....Rádióriporternő
- Svarc: Hókirálynő.....A rablóvezérnő lánya
- Görgey Gábor: Cápák a kertben....Hangok
- Schiller: Ármány és szerelem....Sophie
- Ibsen: Peer Gynt....Egyik pásztorlány
- Vészi Endre: A hosszú előszoba....Nyomdászné
- Karinthy Ferenc: Szellemidézés....Zsuzsi
- Polgár András: A szembesítés eredménytelen....Dr. Román Éva
- Gyárfás Miklós: Beatrix....Kati
- Szép Ernő: Vőlegény....Nusi
- Tamási Áron: Csalóka szivárvány....Berta
- Molnár Ferenc: Egy, kettő, három....Kuno kisasszony
- Sarkadi Imre: Elveszett paradicsom....Klári; Zsófi
- Sütő András: Csillag a máglyán....Veronika
- Illés Endre: Spanyol Izabella....Donna Clara
- Gogol: Holt lelkek....Lizocska
- Gorkij: Vássza Zseleznova....Polja
- Molière: A Versailles-i rögtönzés....De Brie-né
- Gyárfás Miklós: Utójáték Euripidészhez....Koeriné
- Polgár András: Kettős helyszín....Pandelláné
- Clark: Mégis kinek az élete?....Mrs. Boyle
- William Shakespeare: A makrancos hölgy avagy Boszorkányszelídítés....Özvegy
- Mikszáth Kálmán: A Noszty fiú esete Tóth Marival....Ilvánczyné
- Koltai János: Albert Schweitzer....Harmadik hölgy
- Gorkij: Kispolgárok....Sztyepanyida
- Száraz György: Hajnali szép csillag....
- William Shakespeare: Szeget szeggel....Tekeriné
- Rostand: Cyrano de Bergerac....Duenna
- Szabó Magda: Szent Bertalan nappala....Királyné
- Molnár Ferenc: A hattyú....Syphorosa
- Heltai Jenő: A néma levente....Nardella
- Molnár Ferenc: Az üvegcipő....Adél anyja
- Krleza: Terézvári garnizon....Draveczkyné
- Patrick: Teaház az Augusztusi Holdhoz....Higa Jiga kisasszony
- Stendhal-Pozsgai: Vörös és fekete....Derville-né
- Cooney-Chapman: Ne most, drágám!....Mrs. Frencham
- Farrell-Heller: Baby Jane....Mrs. Bates
- Wilde: Mennyből az angyal....Rose Kamen
- Coward: Forgószínpad....Maudie Melrose

## Filmjei

### Játékfilmek
| - A város peremén (1957) - Hiúság (1958) - Májusi dal (1959) - Ballada egy lányról (1959) - Szerelem csütörtök (1959) - Gyalog a mennyországba (1959) - Két emelet boldogság (1960) - Kilenc perc… (1960) - A Noszthy fiú esete Tóth Marival (1960) - Katonazene (1961) - Házasságból elégséges (1961) - Hurrá, nyaralunk! (1962) - Bálvány (1963) | - Tücsök (1963) - Fotó Háber (1963) - A vendég szolgálatában (1964) - Patyolat akció (1965) - Ketten haltak meg (1966) - Segítség! Lógok (1967) - Gyula vitéz télen-nyáron (1970) - Hekus lettem (1972) - Lányarcok tükörben (1973) - Koplalóművész (1975) - Felelet (1975) - Talpra, Győző! (1983) - Egérút (1999) (hang) |

### Tévéfilmek
| - Denevér (1965) - Nyaralók (1967) - Bözsi és a többiek 1-3. (1967-1970) - Szende szélhámosok (1968) - Nebáncsvirág (1969) - Mai módra (1969) - Üvegkalitka (1970) - Talpig úriasszony (1970) - Házasodj, Ausztria! (1970) - A 0416-os szökevény (1970) - Hálóban (1970) - Kisasszonyok a magasban (1970) - A Tündérlaki lányok (1970) - Ciklámen (1975) - Az áruló (tévéjáték) (1975) - Beszterce ostroma 1-3. (1976) - A szabin nők elrablása (1977) - Muslincák a liftben (1977) | - Zokogó majom (1978) - Mire megvénülünk 1-6. (1978) - Házi mulatságok (1978) - Az elefánt (1978) - A miniszterelnök (1978) - Fent a Spitzbergáknál (1978) - Gazdag szegények (1980) - Mese az ágrólszakadt igricről (1980) - Családi kör (1980-1981) - Régimódi történet (1982) - A névtelen vár 1-6. (1982) - A 78-as körzet (1982) - Néma levente (1983) - Osztrigás Mici (1983) - Széchenyi napjai (1985) - Már megint a 7.B.! (1986) - Szomszédok (1987-1999) - Életképek (2004-2009) |

## Szinkronszerepei
- Eladó kísértet (The Ghost Goes West) [1935]
- Szentivánéji álom (A Midsummer Night’s Dream) [1935]
- A nagyváros (Big City) [1937] - Anna Benton (Luise Rainer)
- Egymásnak teremtve (Made for Each Other) [1939] - Jane Mason (Carole Lombard)
- Gulliver utazásai (Gulliver's travels) (1939)
- Játékszabály (La Règle du jeu) [1939] - Lisette (Paulette Dubost)
- Boszorkányt vettem feleségül (I Married a Witch) [1942] - Purity Sykes (Marie Blake)
- A hóhér halála (Hangmen Also Die!) [1943] - Nasha Novotny (Anna Lee)
- Gázláng (Gaslight) [1944] - Lady Dalroy (Heather Thatcher)
- A menyasszony nem tud várni (La sposa non può attendere) [1949]
- A tökéletes titkárnő (Miss Grant Takes Richmond) [1949]
- Viszontlátásra a kiállításon (So Long at the Fair) [1950] - Vicky Barton (Jean Simmons)
- Az alattvaló (Der Untertan) [1951]
- Kenyér, szerelem, fantázia (Pane, amore e fantasia) [1953] - Annarella Mirziano, a bába (Marisa Merlini)
- Toledói szerelmesek (Les amants de Tolède) [1953] - Sancha (Françoise Arnoul)
- Bíborsivatag (The Purple Plain) [1954] - Anna (Win Min Than)
- Kenyér, szerelem, féltékenység (Pane, amore e gelosia) [1954] - Annarella Mirziano, a bába (Marisa Merlini)
- Két éjszaka Kleopátrával (Due notti con Cleopatra) [1954]
- Hétévi vágyakozás (The Seven Year Itch) [1955]
- Kenyér, szerelem és... (Pane, amore e...) [1955] - Donna Violante Ruotolo (Lea Padovani)
- Marty (Marty) [1955]
- Simon és Laura (Simon and Laura) [1955] - Janet Honeyman (Muriel Pavlow)
- Akinek hiányzik egy kereke... (Lo svitato) [1956] - Diana (Franca Rame)
- Férjek a városban (Mariti in città) [1957]
- Kettőnk titka (Premier mai) [1958] - Annie Chapois (Nicole Berger)
- Levelek a szélben (Blätter im Winde) [1958] - Ziegler kisasszony (Wera Frydtberg)
- Játék a halál ellen (Match contre la mort) [1959]
- A kis Bobby (Bobbikins) [1959] - Betty Barnaby (Shirley Jones)
- Szegény milliomosok (Poveri milionari) [1959] - Marisa (Lorella De Luca)
- Szülői ház (Otchiy dom) [1959]
- A bérgyilkos (Il sicario) [1960] - Giovanna Torelli (Bianca Doria)
- Az édes élet (La dolce vita) [1960]
- A szép Antonio (Il Bell'Antonio) [1960]
- 101 kiskutya (One Hundred and One Dalmatians) [1961] - Anita
- Ah, Egon! (Ach Egon!) [1961] - Henny Weber (Corny Collins)
- Malachiás csodája (Das Wunder des Malachias) [1961]
- Tiszta égbolt (Chistoe nebo) [1961]
- 8 és 1/2 (8½) [1963]
- Minden megtörténhet (It’s All Happening) [1963] - Julie Singleton (Angela Douglas)
- Tom Jones (Tom Jones) [1963] - Mrs. Fitzpatrick (Rosalind Knight)
- Bársonyos bőr (La peau douce) [1964]
- Bolondos história (Bláznova kronika) [1964] - Léni (Emília Vásáryová)
- Cyrano és d'Artagnan (Cyrano et d'Artagnan) [1964] - Királyné
- Az ég kulcsa (Klyuchi ot neba) [1964] - Polina (Zoya Vikhoreva)
- Folytassa, Kleo! (Carry on Cleo) [1964] - Calpurnia (Joan Sims)
- Hurrá, nyaralunk! (Dobro pozhalovat, ili postoronnim vkhod vospreshchyon) [1964] - Valja, úttörővezető (Arina Aleynikova)
- Mary Poppins (Mary Poppins) [1964] - Mrs. Winifred Banks (Glynis Johns)
- Melyik úton járjak? (What a Way to Go!) [1964] - Louisa May Foster (Shirley MacLaine)
- Számadás a lelkiismerettel (Rachunek sumienia) [1964]
- Teababa (Die Teepuppe) [1964] - Susan (Katrin Schaake)
- Akasztottak erdeje (Padurea spânzuratilor) [1965] - Marta (Mariana Mihuţ)
- Felsült szerelmesek (Love's Labour's Lost) [1965] - Maria (Bonnie Hurren)
- Kérem a panaszkönyvet! (Dayte zhalobnuyu knigu) [1965] - Tánya Sumova (Larisa Golubkina)
- Sorsok (Destins) [1965]
- Sógorom, a zugügyvéd (The Fortune Cookie) [1966] - Sandy Hinkle (Judi West)
- Az isten ostora (Bicz bozy) [1967] - Hania (Pola Raksa)
- Szegény tehén (Poor Cow) [1967]
- A bostoni fojtogató (The Boston Strangler) [1968]
- A kertész kutyája (Le Chien du jardinier) [1968] - Marcelle (Claire Vernet)
- Frank Mannata igaz története (¡Viva América!) [1969] - Manny
- Ha kedd van, akkor ez Belgium (If It's Tuesday, This Must Be Belgium) [1969]
- Óh, az a csodálatos háború! (Oh! What a Lovely War) [1969]
- Alain (Alain) [1970] - Marie Lagasse (Susan Jameson)
- De én nem akarok megnősülni! (But I Don't Want to Get Married) [1970] - Miss Spencer (Tina Louise)
- Veszélyes riport (Rumour) [1970]
- Mária, a skótok királynője (Mary, Queen of Scots) [1971] - Lady Jean Bothwell (Maria Aitken)
- Viktorina (Wiktoryna czyli czy Pan pochodzi z Beauvais?) [1971] - Viktorina (Barbara Brylska)
- Kardiogram (Kardiogram) [1972]
- Téboly (Frenzy) [1972] - Mrs. Oxford (Vivien Merchant)
- Ne nézz vissza! (Don't Look Now) [1973]
- Smog-riadó (Smog) [1973] - Elvira Rykalla (Marie-Luise Marjan)
- Ahová lépek, ott fű nem terem (La moutarde me monte au nez) [1974] - Albert Renaudin titkárnője
- Egyetlenem (Edinstvennaya) [1975]
- Fanny és Annie (Fanny and Annie) [1975] - Fanny Castle (Elizabeth Bennett)
- Illünk egymáshoz, drágám? (Hodíme se k sobe, milácku...?) [1975] - Marta (Jana Brejchová)
- Felsült trubadúr (Troubadouren) [1977]
- Jobb félni, mint... (Jen ho nechte, at se bojí) [1978]
- Konvoj (Convoy) [1978] - Violet (Cassie Yates)
- Az utolsó fellángolás (Un'emozione in più) [1979]
- Pánik az első oldalon (City in Fear) [1980]
- Egy zsaru bőréért (Pour la peau d'un flic) [1981] - Isabelle Pigot (Annick Alane)
- Talpig olajban (Pétrole! Pétrole!) [1981]
- Valentina (Valentina) [1982]
- Jobb part, bal part (Rive droite, rive gauche) [1984]
- Nyári fantázia (Summer Fantasy) [1984] - Dr. Nancy Brannigan (Dorothy Lyman)
- Az elengedett kéz (Letting Go) [1985]
- Miss Marple történetei 03.: Gyilkosság meghirdetve (A Murder Is Announced) [1985] - Mrs. Laura Easterbrook (Sylvia Syms)
- A cigánylány (La gitane) [1986]
- Tinédzser vámpír (My Best Friend Is a Vampire) [1987] - Helen Blake (Kathy Bates)
- Családi szégyen (Familienschande) [1988] - Peggy Morrisson (Sandy Dennis)
- A gyilkosok köztünk vannak (Murderers Among Us: The Simon Wiesenthal Story) [1989] - Anna (Carol MacReady)
- A Jetson család (Jetsons: The Movie) [1990] - Jane Jetson (Penny Singleton)
- Tremors - Ahová lépek, szörny terem (Tremors) [1990] - Megan (Bibi Besch)
- A Villám (The Flash) [1990] - Nora Allen (Priscilla Pointer)
- Végveszélyben (Clear and Present Danger) [1994] - Moira Wolfson (Ann Magnuson)

## Hangjáték, rádió
- Mikszáth Kálmán: Lapaj a híres dudás (1962)
- Csetényi Anikó: A második bakter (1963)
- Leck Fischer: Az örök gond (1964)
- Leonov, Leonid: Hóvihar (1964)
- Lukianosz: Zeusz és társai (1965)
- Kerényi Mária-Vadász Gyula: Timmy Tom (1967)
- Vera Panova: Szállnak az évek (1967)
- Bozó László: Gyilkosság a sztriptízbárban (1968)
- Metta V. Victor: Egy komisz kölyök naplója (1968)
- Litauszky István: A szív szocialistája (1969)
- Erle Stanley Gardner: A Bedford-gyémántok (1971)
- Gábor Andor: Dollárpapa (1971)
- Nagy S. József: Kell ennél jobb társaság? (1971)
- Csukás István: Utazás a szempillám mögött (1975)
- Pedro Calderon de la Barca: Úrnő és komorna (1977)
- Jókai Anna: Tartozik és követel (1979)
- Moldova György: Lopni tudni kell (1980)
- Kamarás István: Lényecske kalandjai (1981)
- Karc: 1982. őszi kiadás (1982)
- Karinthy Ferenc: Éljen és virágozzék! (1985)
- Krúdy Gyula: Rezeda Kázmér szép élete (1985)
- Molnár Ferenc: Az ismeretlen lány (1985)
- Molnár Ferenc: Egy, kettő, három (1986)

## Díjai, elismerései
- Erzsébet-díj (1993)
- Déryné-díj (1993)
- A Magyar Köztársasági Érdemrend lovagkeresztje (2001)
- Érdemes művész (2006)